# Juan Claudio Lechín
Juan Claudio Lechín Weise (La Paz, Bolivia; 27 de marzo de 1956) es un escritor boliviano, Premio Nacional de Novela 2004.

## Biografía
Hijo del líder sindical Juan Lechín Oquendo, que llegó a ser vicepresidente de Bolivia, estudió en los colegios Mariscal Braun, Scuola Tedesca (Italia), Alexander von Humboldt (Perú) y Santa Mónica (Venezuela), de donde salió bachiller y posteriormente en distintas universidades: Santa María y La Católica (Caracas), Ricardo Palma (Lima), Mayor de San Andrés (La Paz) y en la de Boston, (EE. UU.), donde se licenció en economía con honores cum laude (1984).
Trabajó como asesor del Instituto Nacional de Preinversión y años más tarde de Gravetal-Bolivia; fue gerente de varias empresas —entre ellas Sol-Plast srl., Arlequín Producciones e Industrias Lácteas Andina SA— y director de la Cámara de Exportadores. Ha sido catedrático en la Universidad Mayor de San Andrés (Economía Política, 1985-86; Macroeconomía, 1986-89; Políticas Públicas, 1986-89; Seminario anual de Creativa Literaria, 1998-99).
En las letras entró a través del teatro, como dramaturgo, pero también como director y actor. Con su primera novela, El festejo del deseo ganó el segundo lugar del Premio Erich Guttentag, pero su consagración definitiva le llegó con La gula del picaflor, que obtuvo el Nacional de Novela (2004).
Sus cuentos (La venganza, El tonto del aula, por ejemplo) han aparecido en antologías y revistas y algunas de sus obras han sido traducidas. Sus artículos han sido publicados en diversos medios, como El Comercio de Perú, Clarín de Argentina, los venezolanos El Nacional y Tal Cual, La Razón de Bolivia. Condujo el programa de entrevista literarias El Pie de la Letra (2005), de Periodistas Asociados de Televisión (PAT).
Lechín ha escrito también guiones cinematográficos como el de Carga sellada, de Julia Vargas, o en colaboración, el de No digas —película de Mela Márquez que después cambió su nombre a …Saber que te he buscado, basada en la vida del escritor Jaime Saenz—; también actuó en Jonás y la ballena rosada, filme de Juan Carlos Valdivia basada en la novela homónima de Wolfango Montes (1995). Ha dirigido algunas obras de teatro, por ejemplo, la suya 1491: Los Cóndores en España y la de Emilio Carballido Luminaria (1999); fue, además, productor ejecutivo del cortometraje para TV, Tango Libre (1989).
Reside en Perú.

## Premios y reconocimientos
- Segundo Premio Erich Guttentag 1992 por El festejo del deseo
- Premio José Vásquez Machicado 1998 por Fernando, el caótico
- Premio Círculo de Directores de Teatro Independiente 1998 por Fernando, el caótico
- Premio Nacional de Novela 2004 por La gula del picaflor
- Beca FONCA (Veracruz, Gobierno de México; 2009)
- Beca en el Rockefeller Bellagio Center (Italia, junio-julio de 2011)

## Obras
- El festejo del deseo, novela, Los Amigos del Libro, Cochabamba/La Paz, 1993
- Fernando, el caótico, teatro, 1998
- Memorias de Juan Lechín Oquendo, biografía de su padre escrita a partir de registros magnetofónicos, 2000
- El sindicato, germen del Estado nacional, ensayo, escrito en Argentina en 2002; inédito (al menos, hasta 2011)[1]
- Gonzalo Pizarro, el malogrador, ensayo
- La gula del picaflor, novela, 2004
- 1491: Los Cóndores en España, teatro, La Mancha, 2010
- Las máscaras del fascismo, ensayo, 2011
- Hierba mala nunca muere, teatro, 2015